# Стихина, Елена
Елена Стихина (род. 25 декабря 1986, Свердловск-45, Свердловская область) — российская оперная певица (сопрано).

## Биография
Родилась 25 декабря 1986 года в городе Лесной Свердловской области. Обучалась в городской детской музыкальной школе по классу фортепиано у Т. П. Мочаловой. После окончания музыкальной школы занималась в городском Доме культуры. Благодаря преподавателю Ольге Сергеевне Хрулёвой, которая занималась постановкой голоса, Стихина полюбила классическую музыку.
Стала выпускницей Московской консерватории в 2012 году. Училась в классе Ларисы Рудаковой. Во время учёбы стала первой исполнительницей произведений «Моя любовь», «Музыкальное приношение А. Тарковскому», «Цикл произведений на стихи А. Вознесенского» К. Ширяева, «Цикла на стихи персидских поэтов» Ф. Хайдаровой.
С 2012 по 2014 год обучалась у Маквалы Касрашвили в Центре оперного пения Галины Вишневской.
После выпуска из консерватории работала в русско-немецком ансамбле молодых исполнителей. Прошла конкурс в Приморский театр оперы и балета и стала исполнять партию Недды в опере «Паяцы» Руджеро Леонкавалло.
В 2013 году участвовала в Международном оперном мастер-классе в Цюрихе. Выступала на Бетховенском фестивале в Бонне, Брукнерхаусе в Линце и Тонхалле в Цюрихе.
Лауреат I степени II Международного конкурса вокалистов им. С. В. Рахманинова. В 2013 году стала обладательницей специального приза Ростовского государственного музыкального театра. В 2014 году в Австрии стала лауреатом I степени Международного конкурса «Competizione dell’ Opera» и получила приз зрительских симпатий.
В 2014 году стала солисткой Государственного Приморского театра оперы и балета. В 2016—2017 годах впервые выступала в Театре Базеля (Леонора в «Силе Судьбы»), Мариинском театре (в «Саломее»), Финской национальной опере, Парижской опере. Исполнила на Приморской сцене Мариинского театра партию леди МакБет в опере Верди. Участвовала в концертах Хосе Каррераса в рамках проводимого им прощального тура.
В 2017 году стала солисткой Мариинского театра. В Мариинском исполняет Саломею («Саломея»), Электру («Идоменей»), Флорию Тоску («Тоска»), Лизу («Пиковая дама»), Недду («Паяцы»), Донну Леонору («Сила судьбы»).
Также в её репертуаре: Ольга («Повесть о настоящем человеке»), Татьяна («Евгений Онегин»), Микаэла («Кармен»), Недда («Паяцы»), Графиня («Свадьба Фигаро»), Виолетта («Травиата»), Земфира («Алеко»), титульная партия в опере «Иоланта», Медея («Медея»).
Получила национальную оперную премию «Онегин» и высшую театральную премию Санкт-Петербурга «Золотой софит». Была номинирована на «Золотую маску».
31 мая 2017, на последнем из серии спектаклей «Евгений Онегин» в Парижской опере Елена «страховала» Анну Нетребко на всех представлениях знаменитой минималистичной постановки режиссера Вилли Деккера 1995 года, возрождённой на сцене Оперы Бастилии. Она вспоминает, как спела тогда Татьяну: «Анна заболела, и когда в зале перед поднятием занавеса объявили, что вместо неё буду выступать я, публика начала букать. Я думала: только бы не зареветь. Но после арии „Я к вам пишу — чего же боле?..“ просто физически ощутила, как зрителей отпустило, и меня вместе с ними. Однако на финальные поклоны выходить было всё же не просто — ты полностью отдал свою энергию, но ведь не можешь отвечать за эмоции других людей, не знаешь, как они отреагируют. Раздался шквал аплодисментов, и они были долгими».